# Rubén Pulido
Pour les articles homonymes, voir Pulido.
Rubén Martín Pulido est un footballeur espagnol né le 2 février 1979 à Madrid, qui évolue au poste de stoppeur avant de devenir entraîneur.